# わたしの夫は--あの娘の恋人--
『わたしの夫は--あの娘の恋人--』（わたしのおっとは あのこのこいびと）は、原作・あいざわあつこ、漫画・ツキシロギンによる日本の漫画作品。『めちゃコミック×fufu』（双葉社）にて、2021年1月29日より連載中。
2023年1月期にテレビドラマ化された。

## 登場人物
笹野 香織（ささの かおり）
拓也の妻。アパレルブランドのリーダー職。28歳。
笹野 拓也（ささの たくや）
香織の夫。不動産会社の営業マン。28歳。
三島 睦美（みしま むつみ）
恭介の妻。拓也の勤める不動産会社の元派遣職員。24歳。拓也と不倫関係。
三島 恭介（みしま きょうすけ）
睦美の夫。大学の准教授。

## テレビドラマ
『わたしの夫は-あの娘の恋人-』と題し、2023年1月15日（14日深夜）から4月2日（1日深夜）まで、テレビ大阪とホリプロの共同制作により「真夜中ドラマ」枠で放送された。主演は山下リオ。
W不倫の4人をめぐる大胆描写や予想外なストーリーが、SNS上などで話題を呼び、第11話と最終第12話はTVerデイリーランキングで「総合1位」を獲得。同局制作のドラマとしては異例のヒットで、全12話のTVer見逃し再生が、2023年4月6日時点で累計1000万再生を突破した。

### あらすじ（テレビドラマ）
笹野香織の夫笹野拓也は三島睦美とW不倫をしていた。香織は睦美の夫三島恭介と関係を持つ。睦美が妊娠をし、拓也の子供であることがわかる。2組の夫婦はそれぞれ離婚をし、睦美は拓也を支援者B・恭介を支援者Aとしてシングルマザーとして子育てすることを決める。香織は小学校の教師になった恭介と共にやりなおすことを選ぶ。

### キャスト

#### 主要人物
笹野香織（ささの かおり）〈28〉
演 - 山下リオ
拓也の妻。アパレルブランド「NamePlan」のリーダー職。
笹野拓也（ささの たくや）〈28〉
演 - 泉澤祐希
香織の夫。不動産会社の営業マン。
三島睦美（みしま むつみ）〈24〉
演 - 紺野彩夏
恭介の妻。拓也の勤務する不動産会社の元派遣職員。拓也と不倫関係。
三島恭介（みしま きょうすけ）
演 - 佐伯大地
睦美の夫。大学の准教授。

#### NamePlan
井澤由紀
演 - 向里祐香
香織の親友で同僚。
中園敬斗
演 - 山下航平
香織の後輩。
柏木怜
演 - 高山璃子

伊藤まりあ
演 - 白石まゆみ

#### 拓也の関係者
鈴村裕二
演 - 永野宗典
拓也の先輩。
畑下建
演 - 猪野広樹
拓也の同僚。

### スタッフ
- 原作 - 原作：あいざわあつこ、漫画：ツキシロギン『わたしの夫は-あの娘の恋人-』（双葉社『めちゃコミック×fufu』連載）
- 脚本 - 我人祥太、灯敦生
- 音楽 - ichika[5]
- オープニングテーマ - NAQT VANE「CHRONIC」（avex trax）[5]
- エンディングテーマ - AmPm「Haven feat. Hana Hope」（A.S.A.B / PLAY RECORDS）[5]
- 監督 - 佐藤竜憲、八十島美也子、かとうみさと、山口雄也、のむらなお
- チーフプロデューサー - 岡本宏毅（テレビ大阪）
- プロデューサー - 山本博紀（テレビ大阪）、石田雄作（テレビ大阪）、宮川宗生（ホリプロ）
- コンテンツプロデューサー - 金森啓（テレビ大阪）
- 制作 - テレビ大阪、ホリプロ
- 製作著作 - 「わたしの夫は-あの娘の恋人-」製作委員会

### 放送日程
| 話数       | 放送日  | サブタイトル                                       | 脚本            | 監督         |
| ---------- | ------- | -------------------------------------------------- | --------------- | ------------ |
| episode.1  | 1月15日 | セックスレス・W不倫から始まる恋愛ミステリー        | 我人祥太        | 佐藤竜憲     |
| episode.2  | 1月22日 | ドロ沼W不倫…温泉旅行の尾行中に衝撃の急展開         | 我人祥太        | 八十島美也子 |
| episode.3  | 1月29日 | 最後に抱いて…ラブホテルで不倫関係に終止符!?        | 我人祥太        | のむらなお   |
| episode.4  | 2月05日 | 愛か性欲…ドロ沼不倫4人が波乱の直接対決             | 我人祥太        | 山口雄也     |
| episode.5  | 2月12日 | 夫の不倫相手が妊娠!?夫婦崩壊へ…ドロ×ハラ新展開     | 我人祥太        | かとうみさと |
| episode.6  | 2月19日 | 不倫相手のヤバい過去…セックスで埋めた寂しさと愛情  | 我人祥太        | 八十島美也子 |
| episode.7  | 2月26日 | 暴れ狂う４人の修羅場…W不倫の事実を知った共犯者たち | 灯敦生          | 佐藤竜憲     |
| episode.8  | 3月05日 | W不倫4人の共同生活…DNA鑑定の結果に一同驚愕         | 灯敦生          | かとうみさと |
| episode.9  | 3月12日 | 狂気の沙汰…W不倫はドロ×ハラ新展開へ                | 灯敦生          | 八十島美也子 |
| episode.10 | 3月19日 | 廃墟に監禁…ヤバすぎる魔の手がW不倫4人に襲いかかる  | 灯敦生          | 八十島美也子 |
| episode.11 | 3月26日 | 盗撮ドローン…W不倫4人を襲う親友の歪んだ愛情        | 我人祥太        | 佐藤竜憲     |
| episode.12 | 4月02日 | ドロ沼W不倫4人の結末…離婚？再婚？それとも…         | 我人祥太 灯敦生 | 佐藤竜憲     |

- テレビ大阪では、初回は『FOOT×BRAIN 放送600回1時間SP』（テレビ東京系列、0時25分 - 1時25分）の放送[9]に伴う特別編成の関係で30分繰り下げられ、1時30分 - 2時に放送された[5]。

| テレビ大阪・BSテレ東 真夜中ドラマ            | テレビ大阪・BSテレ東 真夜中ドラマ                     | テレビ大阪・BSテレ東 真夜中ドラマ   |
| 前番組                                       | 番組名                                                | 次番組                              |
| -------------------------------------------- | ----------------------------------------------------- | ----------------------------------- |
| 高嶺のハナさん2 （2022年10月2日 - 12月18日） | わたしの夫は-あの娘の恋人- （2023年1月15日 - 4月2日） | 婚活食堂 （2023年4月16日 - 7月9日） |